# 俞百巍
俞百巍（1927年—1996年），江西广丰人，中华人民共和国戏剧家、政治人物，中共十二大、十三大代表。俞应麓之子。

## 生平
1944年毕业于福建协和大学西洋文学系。1948年毕业于香港达德学院文哲系，同年加入中国共产党。
先后任中共江西工委南昌特派员、南昌特委书记、中共赣东工委书记、二野西进支队二中队一分队队长等职。
后随军去贵州，历任遵义县人民政府教育科科长、中共遵义市委宣传部副部长、工农速成中学校长、贵州省文艺干校副校长，贵州省戏剧家协会副主席、秘书长，贵州省文化局副局长，贵州省文化出版厅副厅长、厅长，贵州省人大常委会科教文卫委员会副主任等职。

## 作品
长期从事戏剧创作和研究工作，以他为主改编、创作了大量黔剧剧目如《秦娘美》、《奢香夫人》、《血披毡》、《山高水长》等。